# المعهد الوطني لظروف الحياة المهنية
المعهد الوطني لظروف الحياة المهنية (بالفرنسية:institut national des conditions de vie au travail) وهو هيئه تهتم بالصحة والسلامة المهنية وتم إنشاؤهh بتعليمات ملكية على إثر أحداث معمل روزامور بالرباط سنة 2004، وبتوقيع إتفاقية من وزير التجارة والصناعة والتكنولوجيات الحديثة ووزير التشغيل والتكوين المهني، في إطار تفعيل الاستراتيجية الوطنية للصحة والسلامة المهنية. وتم الإعلان رسميا عن تأسيسها في اليوم الوطني للصحة والسلامة المهنية الموافق ليوم 19 مايو 2019.

## الأهداف
يهدف المعهد الوطني للحياة المهنية إلى حماية العاملين من المخاطر المهنية، بما يتوافق مع التنمية الإقتصادية وتوفير ظروف الصحة والسلامة في أماكن العمل.
تحديث النصوص التي تعود لسنة 1914 في مجال الصحة والسلامة ولا تواكب التطور الذي عرفه المغرب، خاصة في اعقد الألفينات الأول، وتحديد المسؤوليات في مجال الصحة والسلامة داخل المقاولات.
النهوض بظروف العمل والحياة المهنية وتحديث إمكانيات ووسائل الحماية من الأخطار المهنية ومعرفة المعطيات الخاصة بحوادث الشغل والأمراض المهنية وتقديم الاستشارات والخبرة التقنية والمساندة للسلطات المختصة مع أرباب العمل في هذا مجال الصحة والسلامة المهنية.